# Michele Martina (karateka)
Michele Martina (Tivoli, 18 novembre 1996) è un karateka italiano, specializzato nel kumite.

## Biografia
Ha rappresentato l'Italia agli europei di Novi Sad 2018, vincendo l'oro nei -84 chilogrammi, dopo aver sconfitto in finale il croato Ivan Kvesić.
Ai Giochi del Mediterraneo di Tarragona 2018, dove si è aggiudicato la medaglia di bronzo nel torneo dei -84 chilogrammi.
Ha vinto la medaglia di bronzo nel kumite a squadre ai mondiali di Madrid 2018, gareggiando con i connazionali Ahmed El Sharaby, Nello Maestri, Luca Maresca, Simone Marino, Rabia Jendoubi e Andrea Minardi.
Ai Giochi europei di Minsk 2019 è riuscito a vincere il bronzo nei -84 chilogrammi.

## Palmarès
- Mondiali

Madrid 2018: bronzo nel kumite a squadre;
- Europei

Novi Sad 2018: oro nei -84 kg.;
- Giochi del Mediterraneo

Tarragona 2018: bronzo nei -84 kg.;
- Giochi europei

Minsk 2019: bronzo nei -84 kg.;